# Caspar Kersten
Caspar Kersten (* 9. Juni 1734 in Elberfeld, jetzt Wuppertal; † 1807) in Elberfeld war Seniorchef und Mitgründer eines der ältesten deutschen Bankhäuser, Gebrüder Kersten.

## Leben
Caspar Kersten übernahm 1754 mit seinem Bruder Abraham Kersten die Handels- und Geldgeschäfte seines Vaters Conrad Kersten; sie firmierten unter dem Namen Gebrüder Kersten. Conrad Kersten selbst zog sich früh aus dem Geschäft zurück und starb wenige Jahre später. Caspar zog sich nach wenigen Jahren von der Leitung zurück, blieb aber bis 1807 Teilhaber.
Caspar Kersten gehörte zusammen mit seinem Bruder zu den Gründungsmitgliedern der 1775 entstandenen „Ersten Lesegesellschaft“ in Elberfeld, einer der ersten aufklärerischen Vereinigungen im Rheinland. Er war ihr aktiver Förderer und hielt dort verschiedene Vorträge.